# 萌えフォビア
萌えフォビア（もえフォビア）とは、架空のキャラクターそのものを欲望するセクシュアリティに対する差別や偏見や恐怖感である。性的欲望は生身の人間に対して向かうはずだという社会規範（対人性愛中心主義）のもとで生じるものである。

## 概要
二次元キャラクターを欲望する人々や、二次元キャラクターを描いた作品そのものに対する嫌悪感として現れる。その例として、現実の人間でない存在に惹かれることを「恥ずかしい」「異常」とみなす考え方が挙げられる。また、現実の人間でない存在に性的に惹かれるはずはない、という否認として現れることもある。その例として、未成年のように見える二次元キャラクターへの欲望を、現実の生身の未成年への欲望（小児性愛）であるかのように扱う誤認が挙げられる。
マンガ研究者の伊藤剛が提唱した概念だが、クィア研究では、フィクトセクシュアル差別を捉える先駆的な概念だと評価されている。またフェミニズム・クィア研究では、萌えフォビアがトランスフォビアと結びついていることが指摘されている。

## 伊藤剛による提唱
伊藤は当初この概念を、オタクの第一世代が「単に動物化はみっともないとか『萌え』は恥ずかしいとか萌えてる奴は駄目な奴という物言いだとか、本当は萌えているくせにそれをシニカルに自分から切り離す」ということや、あるいは「『萌えている私』という自己認識からの逃避」という意味で用いていた。
しかし伊藤はのちに、「フォビックな振る舞いの現れ方を欲望の「否認」にまで拡張するならば（……）私見では、たとえば幼女の〈ように〉見えるキャラへの「萌え」を、無媒介・無制限に小児性愛であると断じ、社会から排斥しようとする姿勢などにも」萌えフォビアを見出せると述べている。
伊藤はマンガ表現論にもとづいたマンガ読書経験の考察から、萌えフォビアの「心理機制」を論じている。伊藤によれば、「萌え」は「『マンガのおばけ』――キャラ図像そのものが持つリアリティ――と、『ウサギのおばけ』――身体を表象することによるリアリティ――の境位に成立する」ものである。こうした観点から、萌えフォビアには「性的な欲望をめぐるフォビア（この場合は、自身が性的な欲望の主体であることへの怯え）」だけでなく、「「マンガのおばけ」が性的な欲望と結び付けられたことに対するフォビア」も含まれるとされる。

## クィア研究
フェミニスト・クィア研究者の松浦優は、萌えフォビアがトランスフォビアと結びついていると指摘しつつ、萌えフォビアの背景にある社会構造を対人性愛中心主義と呼んでいる。
松浦によれば、萌えフォビアの背景には、「正当なジェンダーは生物種としての人間によって例化ないし実体化されるものだという考え方」であるヒューマノジェンダリズムと、人間との性愛を規範的なセクシュアリティとみなす対人性愛中心主義がある。